# Картер (округ, Теннесси)
Округ Картер (англ. Carter County) располагается в штате Теннесси, США. Официально образован в 1796 году. По состоянию на 2010 год, численность населения составляла 57 424 человека.

## География
По данным Бюро переписи США, общая площадь округа равняется 901,321 км2, из которых 883,191 км2 — суша, и 7 км2, или 2,01 % — это водоёмы.

## Население
По данным переписи населения 2000 года в округе проживает 56 742 жителя в составе 23 486 домашних хозяйств и 16 346 семей. Плотность населения составляет 64,00 человек на км2. На территории округа насчитывается 25 920 жилых строений, при плотности застройки около 29,00-ти строений на км2. Расовый состав населения: белые — 97,49 %, афроамериканцы — 1,00 %, коренные американцы (индейцы) — 0,20 %, азиаты — 0,26 %, гавайцы — 0,01 %, представители других рас — 0,27 %, представители двух или более рас — 0,78 %. Испаноязычные составляли 0,89 % населения независимо от расы.
В составе 28,50 % из общего числа домашних хозяйств проживают дети в возрасте до 18 лет, 54,90 % домашних хозяйств представляют собой супружеские пары, проживающие вместе, 11,00 % домашних хозяйств представляют собой одиноких женщин без супруга, 30,40 % домашних хозяйств не имеют отношения к семьям, 26,50 % домашних хозяйств состоят из одного человека, 11,00 % домашних хозяйств состоят из престарелых (65 лет и старше), проживающих в одиночестве. Средний размер домашнего хозяйства составляет 2,35 человека, и средний размер семьи — 2,83 человека.
Возрастной состав округа: 21,40 % — моложе 18 лет, 9,20 % — от 18 до 24, 29,00 % — от 25 до 44, 25,40 % — от 45 до 64, и 25,40 % — от 65 и старше. Средний возраст жителя округа — 38 лет. На каждые 100 женщин приходится 94,50 мужчин. На каждые 100 женщин старше 18 лет приходится 91,60 мужчин.
Средний доход на домохозяйство в округе составлял 27 371 USD, на семью — 33 825 USD. Среднестатистический заработок мужчины был 26 394 USD против 19 687 USD для женщины. Доход на душу населения составлял 14 678 USD. Около 12,80 % семей и 16,90 % общего населения находились ниже черты бедности, в том числе — 23,00 % молодежи (тех, кому ещё не исполнилось 18 лет) и 16,00 % тех, кому было уже больше 65 лет.